# Monika Soćko
Monika Soćko (nacida como Monika Bobrowska; Varsovia, 24 de marzo de 1978) es una ajedrecista polaca, quien actualmente posee los títulos FIDE de Gran Maestra y Gran Maestra Femenina. Ganó el Campeonato Polaco Femenino de Ajedrez ocho veces (en 1995, 2004, 2008, 2010, 2013, 2014, 2016, y 2017).

## Trayectoria
In 2007, Soćko ganó un torneo femenino internacional in Baku, Azerbaiyán, por encima de Antoaneta Stefanova, quien fue alguna vez la campeona mundial femenina. En 2008 se le otorgó el título de Gran Maestra (GM) por la FIDE, convirtiéndose en la única jugadora polaca en adquirir ese título, a la fecha de diciembre de 2023. El año siguiente ganó el Arctic Chess Challenge en Tromsø, Noruega, a pesar de posicionarse inicialmente en la 16° posición. Su esposo, Bartosz Soćko, acabó en el 13° lugar. En marzo de 2010 ganó la medalla de bronce en la rama femenina del Campeonato de Europa Individual de ajedrez, venciendo a Yelena Dembo y Marie Sebag en desempates.
En 2014 Soćko ganó el torneo round robin de Mujeres Grandes Maestras de Erfurt. En 2017 ganó la 8° Sharjah Cup for Women 2017, en Sharjah, Emiratos Árabes Unidos, derrotando a la jugadora ucraniana Svetlana Moskalets en desempates, después de que ambas obtuvieran 7½/9 puntos.
En agosto de 2022, en Praga, Soćko ganó una medalla de oro en Campeonato de Europa Individual femenino de ajedrez.
Siendo miembra del equipo polaco, ganó la medalla de oro en el Campeonato de Europa de ajedrez por equipos femenino, la de plata en el Campeonato de Europa de ajedrez por equipos en 2005, 2007, y 2011, y la de bronce en 2013, en la Olimpiada Femenina de Ajedrez de 2002.

### Apelación sobre las reglas en 2008
En el Campeonato Mundial Femenil de 2008 se vio involucrada en una partida que resultó en una disputa sobre la interpretación de las reglas del ajedrez establecidas por la FIDE. Esto en una partida de muerte súbita que necesitaba ganar para avanzar a la próxima ronda. La posición del juego acabó en que cada lado tenía un rey y un caballo. En este situación es posible dar jaque mate, pero no es posible forzarlo.  Su contrincante, Sabina-Francesca Foisor, se quedó sin tiempo, siendo una partida con tiempo limitado.  Dado que no es posible forzar el jaque mate teniendo sólo estas piezas, el árbitro decidió inicialmente que la partida había quedado en tablas (un empate), y que, por lo tanto, Foisor avanzaría a la próxima ronda. Soćko apeló la decisión argumentando que las reglas establecen que no tiene relevancia el que sea posible forzar el jaque mate, sino el que la posición de jaque mate exista (véase Leyes_del_ajedrez#Cronometraje). El árbitro comparó la hipotética posición de jaque mate con un helpmate, un rompecabezas de ajedrez en el que el lado defensor debe de cooperar para alcanzar el jaque mate. La apelación de Soćko fue aceptada, por lo que avanzó la ronda siguiente.